# Закон Мозли

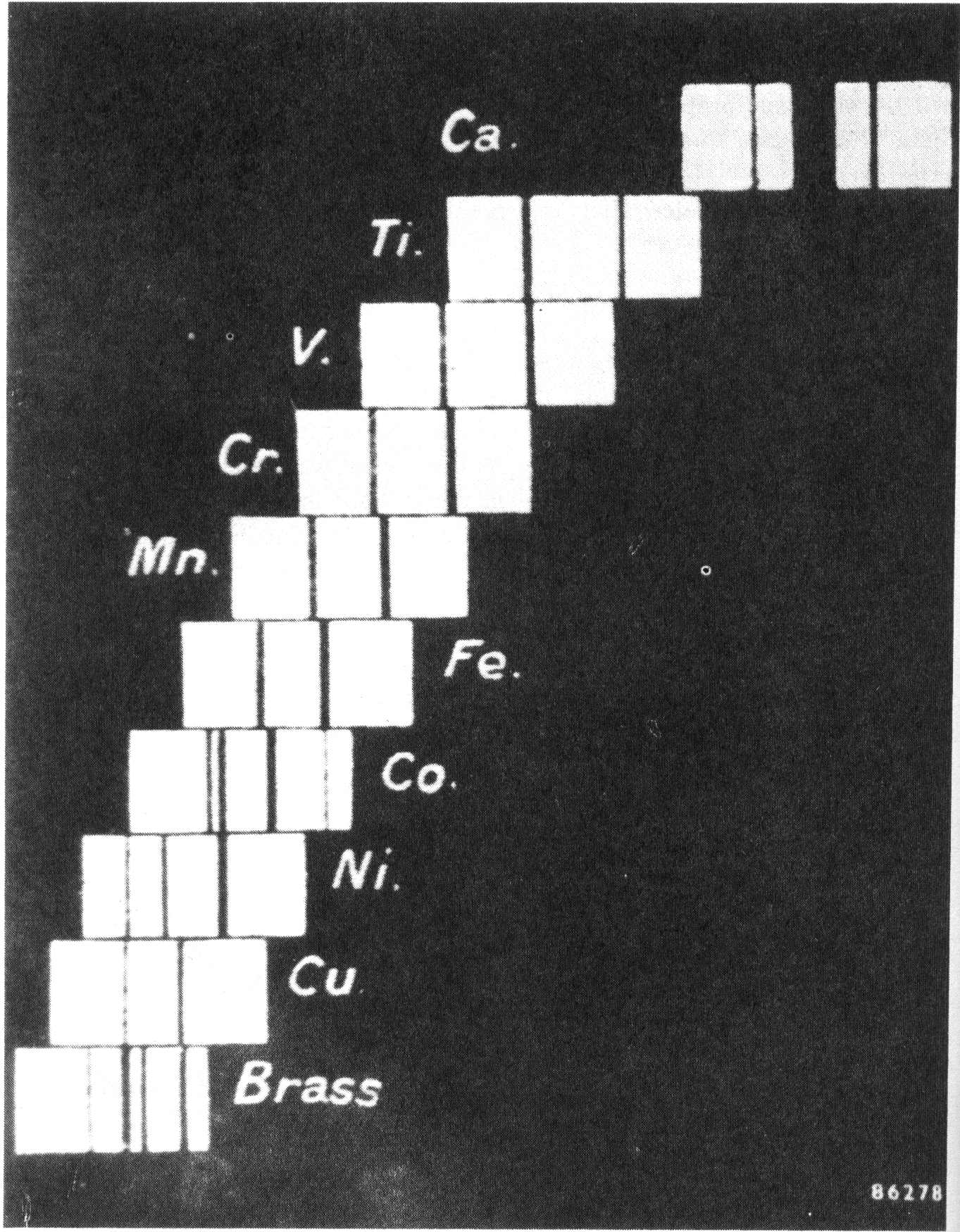
Характеристические рентгеновские спектры серий Kα and Kβ некоторых химических элементов. Снизу показан рентгеновский спектр сплава на основе меди — бронзы.

Зако́н Мо́зли — закон, связывающий частоту спектральных линий характеристического рентгеновского излучения атома химического элемента с его порядковым номером. Экспериментально установлен английским физиком Генри Мозли в 1913 году.

## Формулировка закона Мозли
Согласно Закону Мозли, корень квадратный из частоты {\displaystyle \nu } спектральной линии характеристического излучения элемента есть линейная функция его порядкового номера {\displaystyle Z}:
{\displaystyle {\sqrt {\frac {\nu }{c\cdot R_{\infty }}}}=(Z-\sigma ){\sqrt {{\frac {1}{n_{1}^{2}}}-{\frac {1}{n_{2}^{2}}}}}}
где c — скорость света, {\displaystyle R_{\infty }} — постоянная Ридберга, {\displaystyle \sigma } — постоянная экранирования, {\displaystyle n_{1}} — главное квантовое число внутренней орбитали, на которую осуществляется переход электрона, инициирующий излучение соответствующей линии, {\displaystyle n_{2}} - главное квантовое число внешней орбитали, с которой осуществляется переход ({\displaystyle n_{1}} = 1, 2, 3... {\displaystyle n_{2}} = {\displaystyle n_{1}+1}, {\displaystyle n_{1}+2}, {\displaystyle n_{1}+3}). На диаграмме Мозли зависимость от {\displaystyle Z} представляет собой ряд прямых (К-, L-, М- и т. д. серии, соответствующие значениям {\displaystyle n_{1}} = 1, 2, 3,…).
Закон Мозли связал последовательность размещения элементов в периодической системе элементов Д. И. Менделеева с зарядом ядра {\displaystyle Z}, а не с атомной массой, как считалось прежде.
В соответствии с Законом Мозли, рентгеновские характеристические спектры не обнаруживают периодических закономерностей, присущих оптическим спектрам. Это указывает на то, что проявляющиеся в характеристических рентгеновских спектрах внутренние электронные оболочки атомов всех элементов имеют аналогичное строение.
Более поздние эксперименты выявили некоторые отклонения от линейной зависимости для переходных групп элементов, связанные с изменением порядка заполнения внешних электронных оболочек, а также для тяжёлых атомов, появляющиеся в результате релятивистских эффектов (условно объясняемых тем, что скорости внутренних электронов сравнимы со скоростью света).
В зависимости от ряда факторов — от числа нуклонов в ядре атома (изотопический сдвиг), состояния внешних электронных оболочек (химический сдвиг) и пр. — положение спектральных линий на диаграмме Мозли может несколько изменяться. Изучение этих сдвигов позволяет получать детальные сведения об атоме.

## История

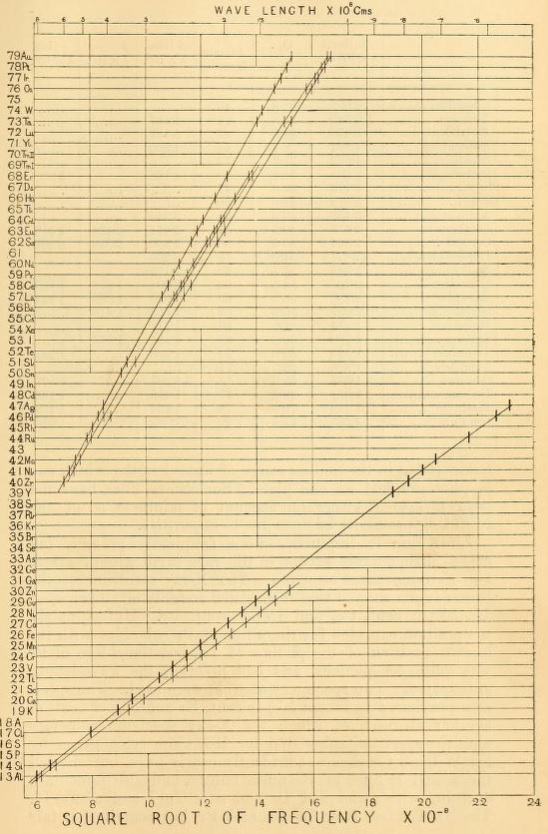
Иллюстрация в публикации 1914 года. На горизонтальной оси отмечены корень из частоты и длина волны, на вертикальной — зарядовое число. Для элементов от алюминия (Z=13) до серебра (Z=47) приведены спектры K-линий, для элементов от циркония (Z=40) до золота (Z=79) — спектры L-линий.

В опубликованных в 1913—1914 году работах Генри Мозли сформулировал зависимость частоты характеристических линий химических элементов следующим образом:
{\displaystyle \nu =A\cdot \left(Z-b\right)^{2}}
где:
{\displaystyle \nu } — частота наблюдаемой характеристической линии
{\displaystyle A} и {\displaystyle b\ } — константы, зависящие от типа линии (K, L и т. д.)
{\displaystyle A=\left({\frac {1}{1^{2}}}-{\frac {1}{2^{2}}}\right)\cdot \nu _{0}} и {\displaystyle b} = 1 для {\displaystyle K_{\alpha }} линий, {\displaystyle A=\left({\frac {1}{2^{2}}}-{\frac {1}{3^{2}}}\right)\cdot \nu _{0}} и {\displaystyle b} = 7.4 для {\displaystyle L_{\alpha }} линий ({\displaystyle \nu _{0}=c\cdot R_{\infty }} — частота Ридберга, {\displaystyle c} — скорость света, {\displaystyle R_{\infty }} — постоянная Ридберга).
В настоящее время в более общем виде закон Мозли может быть выражен следующей формулой:
{\displaystyle \nu ={\frac {c}{\lambda }}=\nu _{\mathrm {R} }\,Z_{\text{эфф}}^{2}\,\left({\frac {1}{n_{1}^{2}}}-{\frac {1}{n_{2}^{2}}}\right).}
где:
- {\displaystyle c} — скорость света
- {\displaystyle \nu _{\mathrm {R} }=\nu _{0}\,{\frac {1}{1+{\frac {m_{e}}{M}}}}} — скорректированная частота Ридберга
  - {\displaystyle \nu _{0}=c\cdot R_{\infty }} — частота Ридберга
  - {\displaystyle R_{\infty }} — постоянная Ридберга
  - {\displaystyle m_{e}} — масса электрона
  - {\displaystyle M} — масса ядра
- {\displaystyle Z_{\text{эфф}}=Z-\sigma } — эффективный заряд ядра[англ.]. Использование этой величины отличает закон Мозли от формулы Ридберга
  - {\displaystyle Z} — зарядовое число
  - {\displaystyle \sigma } — постоянная, которая описывает экранирование[нем.] заряда ядра электронами, расположенными между ядром и рассматриваемым электроном
- {\displaystyle n_{1}}, {\displaystyle n_{2}} — главные квантовые числа квантового состояния (n1 — внутренняя оболочка[нем.], n2 — внешняя).

При переходе электрона из второй оболочки (оболочка L) в первую оболочку (оболочка K) (переход {\displaystyle K_{\alpha }}), применяются {\displaystyle \sigma \approx 1} и соответствующее волновое число:
{\displaystyle {\begin{aligned}\nu _{K_{\alpha }}=c\,{\tilde {\nu }}&=\nu _{\mathrm {R} }\,(Z-1)^{2}\,\left({\frac {1}{1^{2}}}-{\frac {1}{2^{2}}}\right)\\&=\nu _{\mathrm {R} }\,(Z-1)^{2}\,\left({\frac {3}{4}}\right).\end{aligned}}}
| Внешняя оболочка      | Внешняя оболочка | Внутренняя оболочка   | Внутренняя оболочка |                             | Переход                     | Постоянная экранирования        |
| --------------------- | ---------------- | --------------------- | ------------------- | --------------------------- | --------------------------- | ------------------------------- |
| {\displaystyle n_{2}} | ...-оболочка     | {\displaystyle n_{1}} | ...-оболочка        | {\displaystyle n_{2}-n_{1}} | Переход                     | {\displaystyle \sigma \approx } |
| 2                     | L                | 1                     | K                   | 1                           | {\displaystyle K_{\alpha }} | 1.0                             |
| 3                     | M                | 2                     | L                   | 1                           | {\displaystyle L_{\alpha }} | 7.4                             |
| 3                     | M                | 1                     | K                   | 2                           | {\displaystyle K_{\beta }}  | 1.8                             |